# .th
.th e интернет домейн от първо ниво за Тайланд. Администрира се от T.H.NIC Co., Ltd. Представен е през 1988.

## Домейни от второ ниво
- .ac.th
- .co.th
- .in.th
- .go.th
- .mi.th
- .or.th
- .net.th